# Прочишћење 3: Изборна година
Прочишћење 3: Изборна година (енгл. The Purge: Election Year) амерички је дистопијски акциони хорор филм из 2016. године, режисера и сценарсите Џејмса Демарка са Френком Грилом, Елизабет Мичел и Микелтијом Вилијамсоном у главним улогама. Поред Грила, који се вратио у улогу главног протагонисте из другог дела, Едвином Хоџом је репризирао своју улогу Дантеа Бишопа из првог и другог дела. Џејсон Блум и Мајкл Беј су се вратили као продуценти.
Филм је добио претежно позитивне критике и успео да надмаши комерцијални успех својих претходника, зарадивши преко 118 милиона долара. Дедлајн Холивуд је израчунао да, након што се узму у обзир сви трошкови, чиста нето зарада остаје 44,8 милиона долара. Већ у првој недељи премијере филм је зарадио 31,4 милиона долара, чиме је заузео треће место, одмах иза Легенде о Тарзану и У потрази за Дори.
Две године касније, продукцијска кућа Blumhouse објавила је преднаставак под насловом Прво прочишћење.

## Радња
Година је 2040. Прошло је седамнаест година након догађаја из другог дела. Председник Сједињених Америчких Држава и његова странка Нових Очева Оснивача Америке (НООА), која је увела Ноћ прочишћења у којој су сви злочини легални, добили су снажну опозициону опцију предвођену сенаторком Шарлин Роан. Свесни велике подршке коју Роан добија од свих људи који се противе Прочишћењу, руководиоци НООА одлучују да је ликвидирају у предстојећој Ноћи прочишћења непосредно пре почетка председничке трке.

## Улоге
| Глумац                 | Улога                            |
| ---------------------- | -------------------------------- |
| Френк Грило            | Лео Барнс                        |
| Елизабет Мичел         | сенаторка Шарлин „Чарли” Роан    |
| Микелти Вилијамсон     | Џо Диксон                        |
| Џозеф Џулијан Сорија   | Маркос Дали                      |
| Едвин Хоџ              | Данте Бишоп „Странац”            |
| Бети Габријел          | Лејни Рукер                      |
| Тери Серпико           | Ерл Данзингер                    |
| Кајл Секор             | свештеник Едвиџ Овенс            |
| Бари Нолан             | репортер                         |
| Лајза Колон-Зајас      | Дон                              |
| Итан Филипс            | шеф Купер                        |
| Адам Кантор            | Ерик Басмалис                    |
| Кристофер Џејмс Бејкер | Хармон Џејмс                     |
| Џаред Кемп             | Рондо                            |
| Британи Мирабајл       | Кими                             |
| Дејвид Арон Бејкер     | Томас „Томи” Роузленд            |
| Мет Волтон             | репортер на вестима              |
| Синди Робинсон         | глас који најављује „Прочишћење” |